# 新しい韓国の文学
「新しい韓国の文学」（あたらしいかんこくのふんかく）は、CUON（クオン）が刊行する韓国文学の叢書。2011年から開始。
「2000年以降出版された韓国小説の中で、最も面白く優れたものだけを厳選し、翻訳出版してきたシリーズ」とされる。

## ラインナップ
- 1.『菜食主義者』ハン・ガン、きむふな訳、2011年6月
- 2.『楽器たちの図書館』キム・ジュンヒョク、波田野節子 吉原育子 訳 2011年11月
- 3.『長崎パパ』ク・ヒョソ、尹英淑/YY翻訳会 訳 2012年3月
- 4.『ラクダに乗って』シン・ギョンニム、吉川凪訳 2012年5月
- 5.『都市は何によってできているのか』パク・ソンウォン、吉川凪訳、2012年9月
- 6.『設計者』キム・オンス、オ・スンヨン訳、2013年4月
- 7.『どきどき僕の人生』キム・エラン、きむ ふな訳、2013年7月
- 8.『美しさが僕をさげすむ』ウン・ヒギョン、呉永雅訳、2013年12月
- 9.『耳を葬る』ホ・ヒョンマン、吉川凪訳、2013年12月
- 10.『世界の果て、彼女』キム・ヨンス、呉永雅訳、2014年2月
- 11.『野良猫姫』ファン・インスク、生田美保訳、2014年9月
- 12.『亡き王女のためのパヴァーヌ』パク・ミンギュ、吉原育子訳、2015年3月
- 13.『アンダー、サンダー、テンダー』チョン・セラン、吉川凪訳、2015年7月
- 14.『ワンダーボーイ』キム・ヨンス、きむ ふな訳、2016年5月
- 15.『少年が来る』ハン・ガン、井手俊作訳、2016年10月
- 16.『アオイガーデン』ピョン・ヘヨン、きむ ふな訳、2017年6月
- 17.『殺人者の記憶法』キム・ヨンハ、吉川凪訳、2017年10月
- 18.『そっと 静かに』ハン・ガン、古川綾子訳、2018年6月
- 19.『ショウコの微笑』チェ・ウニョン、牧野美加ほか 訳 2018年12月
- 20.『黒山』金薫(キム・フン)、戸田郁子訳、2020年2月
- 21.『死の自叙伝』金恵順(キム・ヘスン)、吉川凪訳、2021年1月
- 22.『たそがれ』黄晳暎(ファン・ソギョン)、姜信子, 趙倫子 訳 2021年6月
- 23.『オルガンのあった場所』シン・ギョンスク、きむ ふな訳、2021年11月